# Nicole Good
Nicole Good (1º gennaio 1998) è una sciatrice alpina svizzera.

## Biografia
Attiva in gare FIS dal novembre del 2014, in Coppa Europa la Good ha esordito il 6 gennaio 2016 a Zinal in slalom speciale (38ª), ha ottenuto il primo podio il 7 dicembre 2018 a Lillehammer Kvitfjell in combinata (3ª) e la prima vittoria il 29 gennaio 2019 a Les Diablerets nella medesima specialità. Ha debuttato in Coppa del Mondo il 21 novembre 2020 a Levi in slalom speciale, senza completare la prova; non ha preso parte a rassegne olimpiche o iridate.

## Palmarès

### Mondiali juniores
- 1 medaglia:
  - 1 oro (combinata a Val di Fassa 2019)

### Coppa del Mondo
- Miglior piazzamento in classifica generale: 70ª nel 2024

### Coppa Europa
- Miglior piazzamento in classifica generale: 6ª nel 2024
- Vincitrice della classifica di combinata nel 2019
- 8 podi:
  - 3 vittorie
  - 3 secondi posti
  - 2 terzi posti

#### Coppa Europa - vittorie
| Data             | Località       | Paese    | Specialità |
| ---------------- | -------------- | -------- | ---------- |
| 29 gennaio 2019  | Les Diablerets | Svizzera | KB         |
| 17 dicembre 2022 | Valle Aurina   | Italia   | SL         |
| 15 dicembre 2023 | Valle Aurina   | Italia   | SL         |

Legenda:

SL = slalom speciale

KB = combinata

### South American Cup
- Miglior piazzamento in classifica generale: 17ª nel 2020
- 1 podio:
  - 1 terzo posto

### Campionati svizzeri
- 3 medaglie:
  - 1 oro (slalom speciale nel 2024)
  - 1 argento (slalom speciale nel 2023)
  - 1 bronzo (slalom speciale nel 2019)